# Paolo Davoli
Paolo Davoli, nome di battaglia Sertorio (Reggio nell'Emilia, 25 settembre 1900 – Cadelbosco di Sopra, 28 febbraio 1945), è stato un partigiano, attivista e antifascista italiano.
Fu insieme ad Angelo Zanti e a Vittorio Saltini uno dei principali organizzatori della Resistenza d'orientamento comunista nella provincia di Reggio Emilia.

## Biografia
Nato nella frazione reggiana di Cavazzoli, si avvicinò in età giovanile al socialismo, aderendo alla Federazione Giovanile Socialista Italiana. Dopo il congresso di Livorno del 1921 s'iscrisse al Partito Comunista d'Italia, subendo persecuzioni dal sorgente fascismo. Espatriato in Francia, dove continuò la sua professione di sarto, Davoli mantenne stretti contatti con gli altri esuli antifascisti qui rifugiatisi. Rientrato in Italia nel 1936, fece poco dopo ritorno a Parigi. 
Su incarico del Partito ritornò a Reggio Emilia nel 1941 per riorganizzare l'attività antifascista. L'anno successivo fu assunto come operaio alla Lombardini Motori. Arrestato il 28 aprile 1943, fu deferito al Tribunale speciale per la difesa dello Stato il 21 giugno dello stesso anno. Il 25 luglio 1943, a seguito della caduta del fascismo, fu liberato dal carcere di San Tomaso di Reggio. In seguito agli eventi dell'8 settembre fu tra i primi organizzatori della Resistenza locale, tanto da ottenere il comando, per conto del PCI, della zona nord-occidentale della provincia. Grazie alla sua lunga militanza antifascista e alla sua esperienza, fu nominato intendente del Comando di Piazza.
Fu arrestato dagli uomini dell'Ufficio Politico Investigativo della Guardia Nazionale Repubblicana nella casa dello zio, situata nella periferia di Reggio. Trasferito a Villa Cucchi, la famigerata Villa Triste locale, Davoli fu sottoposto a torture disumane. Per fiaccare la resistenza del detenuto e costringerlo a rivelare alcune preziose informazioni, i fascisti ricorsero a bastonature e a ustioni mediante l'uso del ferro da stiro. Per mettere fine alle sue sofferenze, Davoli tentò la fuga lanciandosi da una finestra e fratturandosi una gamba. Lasciato senza cure per due giorni, gli fu amputata una gamba per sopraggiunta gangrena. Una volta terminata l'operazione, che fu eseguita all'interno di una caserma, Davoli fu trasferito nel carcere dei Servi e nuovamente sottoposto a torture.
Alle prime ore del mattino del 28 febbraio 1945 fu fucilato dai fascisti insieme ad altri nove partigiani lungo la SS 63 tra le località di Cadelbosco di Sotto e Santa Vittoria. Il corpo di Davoli fu poi oltraggiato da uno dei militi del plotone d'esecuzione, che colpì ripetutamente il cranio con il calcio del fucile.